# Royal szálló (Temesvár)
Az egykori Royal szálló épülete (románul: fostul Hotel Royal vagy Palatul Karl Weisz) saroképület Temesváron. Józsefváros városrészben, a Ion Dragalina tábornok sugárút (Bulevardul General Ion Dragalina, korábban Bonnaz utca) és a Béga-csatorna mentén húzódó Tudor Vladimirescu rakpart (Splaiul Tudor Vladimirescu, korábban Bégabalsor) sarkán áll.
Műemléki védettséget élvez a Józsefváros régi városnegyed városi helyszín (Situl urban „Vechiul cartier Iosefin”) részeként; ez a romániai műemlékek jegyzékében a TM-II-s-B-06098 sorszámon szerepel. A Bonnaz utcán vele átellenben a Horgony-palota épülete áll, a Béga-csatorna túlpartján pedig a Gemeinhardt-palota.

## Történelem
Építési engedélyt 1909. július 12-én, használatbavételi engedélyt 1910. augusztus 3-án kapott. Stílusa az 1900-as évek elejének megfelelően szecessziós; más temesvári saroképületekhez hasonlóan sarkán egy kis torony emelkedik.
1914-ben 20 szobás szálloda működött az épületben Gombás Gyula vezetésével étteremmel és kávéházzal. Utóbbi szintén a Royal nevet viselte, és esténként a budapesti Schrammel-ötös zenélt a vendégeknek. Az 1950-es évektől az Agrártudományi Egyetem kollégiuma, majd építési vállalatok székhelye lett.